# Le Vigan (Gard)
Le Vigan é uma comuna francesa na região administrativa da Occitânia, no departamento de Gard. Estende-se por uma área de 17.24 km², e possui 3.785 habitantes, segundo o censo de 2018, com uma densidade de 220 hab/km².